# Colobomatus belizensis
Colobomatus belizensis är en kräftdjursart som beskrevs av R. Cressey och Marilyn Schotte 1983. Colobomatus belizensis ingår i släktet Colobomatus och familjen Philichthyidae. Inga underarter finns listade i Catalogue of Life.